# Brownlow Cecil, 8. Earl of Exeter
Brownlow Cecil, 8. Earl of Exeter (* 4. August 1701; † 3. November 1754) war ein britischer Peer und Politiker.

## Leben
Exeter war der jüngere Sohn des John Cecil, 6. Earl of Exeter, und der Elizabeth Brownlow, Tochter des Sir John Brownlow, 3. Baronet. Er wurde am St John’s College, Cambridge ausgebildet. 1722 war er kurzzeitig Abgeordneter für Stamford im House of Commons. Noch im selben Jahr erbte er von seinem kinderlos verstorbenen älteren Bruder die Adelstitel Earl of Exeter und Baron Burghley und stieg dadurch ins House of Lords auf.
Er heiratete Hannah Sophia Chambers, Tochter von Thomas Chambers, einem Londoner Kaufmann und Verwalter der Company of Copper. Mit ihr hatte er drei Kinder:
- Lady Elizabeth Cecil († 1813) ⚭ John Chaplin of Blankney († 1764);
- Brownlow Cecil, 9. Earl of Exeter (1725–1793);
- Hon. Thomas Chambers Cecil (um 1728–1778).

Als er im Alter von 53 Jahren starb, beerbte ihn sein Sohn Brownlow.